# Gamprin
Gamprin é uma comuna do Liechtenstein, a terceira menor do país. 
Situa-se junto da fronteira Liechtenstein-Suíça, no noroeste do país, limitada a norte por Ruggell e a nordeste por Schellenberg, a este e sudoeste por Eschen e a sul por Schaan. Tem um exclave.
O seu território inclui a cidade de Bendern, talvez a mais importante cidade do Liechtenstein, historicamente. Em 1699, em Bendern o Príncipe Johan Adam Andreas assinou uma aliança com os representantes do Baixo País. A cidade também teve importância eclesiástica, pelo menos durante o século XV. Entre o património local consta uma igreja dedicada a Nossa Senhora, construída em 1481, mas com antecedentes remontantes a meados de 1045. 
A comuna contém o Instituto do Liechtenstein. 